# Türkeli (district)
Türkeli is een Turks district in de provincie Sinop en telt 14.263 inwoners (2007). Het district heeft een oppervlakte van 236,2 km². Hoofdplaats is Türkeli.
De bevolkingsontwikkeling van het district is weergegeven in onderstaande tabel.
| 1997   | 2000   | 2007   |
| ------ | ------ | ------ |
| 17.352 | 20.904 | 14.263 |